# Dysdera pococki
Dysdera pococki is een spinnensoort uit de familie Dysderidae (celspinnen).
Het dier behoort tot het geslacht Dysdera. De wetenschappelijke naam van de soort werd voor het eerst geldig gepubliceerd in 1985 door Dunin.